# Joan Pau Pujol
Pour les articles homonymes, voir Pau (homonymie) et Pujol.
Joan Pau Pujol, Juan Pujol en castillan, (baptisé le 18 juin 1570 et mort le 17 mai 1626) est un compositeur et organiste catalan espagnol de la fin de la Renaissance et le début du Baroque. Bien qu'il soit plus connu pour sa musique sacrée, il a écrit également de la musique populaire profane.

## Biographie
Pujol est né à Mataró. En 1593, il devient auxiliaire du maître de chapelle à la cathédrale de Barcelone, mais il n'assura le poste que seulement pendant quelques mois, car il a été choisi comme maître de chapelle de la cathédrale de Tarragone. En 1595, il devient maître de chapelle de la cathédrale del Pilar à Saragosse, un poste qu'il tiendra 17 ans. Durant sa séjour à Saragosse, en 1600, il devient prêtre. En 1612, il retourne à Barcelone, comme maître de chapelle de la cathédrale, poste qu'il gardera jusqu'à sa mort. Évidemment, il avait l'obligation de produire une quantité fixe de nouvelle musique liturgique chaque année. La plus grande partie de sa musique nous est parvenue, ce qui est inhabituel pour les compositeurs de cette époque.
Durant sa présence à Barcelone, il a travaillé également comme consultant pour la construction d'orgues et a apporté son aide dans différents projets de construction d'orgues en Catalogne. Il est mort à Barcelone.